# Douglas Adams
Douglas Noel Adams, född 11 mars 1952 i Cambridge, Cambridgeshire, död 11 maj 2001 i Montecito, Kalifornien, var en brittisk författare, manusförfattare, essäist, satiriker och dramatiker. Adams är främst känd för det humoristiska science fictionverket Liftarens guide till galaxen, som består av hans fem egna böcker och en sjätte del skriven av Eoin Colfer, och de två böckerna om den holistiske privatdetektiven Dirk Gently.
Förutom dessa skrev han avsnitt till den engelska science fiction-tv-serien Doctor Who och tillsammans med John Lloyd skrev han avsnitt sju och tolv till tv-serien Doktor Snuggles. Han samarbetade även med medlemmar ur Inte Aktuellt-redaktionen.
Flera biografier berättar hur han alltid sköt upp sitt skrivande till sista minuten, och en förläggare gick så långt för att få honom att skriva att han låste in honom i ett hotellrum och bevakade honom tills manuset var färdigt. Adams lär ha sagt "I love deadlines. I like the whooshing sound they make as they fly by."
Douglas Adams dog av en hjärtinfarkt den 11 maj 2001 i Montecito i Kalifornien. Han är begravd på Highgate Cemetery i London.

### "Liftarens guide till galaxen"
- Liftarens guide till galaxen (The Hitchhiker's Guide to the Galaxy, 1979)
- Restaurangen vid slutet av universum (The Restaurant at the End of the Universe, 1980)
- Livet, universum och allting (Life, the Universe and Everything, 1982)
- Ajöss och tack för fisken (So Long, and Thanks for All the Fish, 1984)
- I stort sett menlös (Mostly Harmless, 1992)

### "Dirk Gently"-serien
- Dirk Gentlys holistiska detektivbyrå (Dirk Gently's Holistic Detective Agency, 1987)
- Tedags för dystra själar (The Long, Dark Tea-Time of the Soul, 1988)
- The Salmon of Doubt, 2002 (material i Douglas Adams dator, funnet efter hans död)

### Andra böcker
- Varför finns Vetil? (The Meaning of Liff, med John Lloyd, 1983)
  - (omarbetad till The Deeper Meaning of Liff, med John Lloyd, 1990)
- Sista chansen (Last Chance to See, med Mark Carwardine, 1990)

### Övrigt
- Datorspel: Bureaucracy (1987)
- Datorspel: Douglas Adams Stjärnskeppet Titanic (Douglas Adams' Starship Titanic, 1997) av Terry Jones.
- Douglas Adams var mycket god vän med David Gilmour, gitarrist i Pink Floyd, och det var Adams som hjälpte bandet med att namnge albumet The Division Bell.[9]

## Handduksdagen
Varje år den 25 maj, vilket är två veckor efter hans dödsdag, firar Adams beundrare den internationella handduksdagen (Towel Day) och visar sin respekt för författaren genom att alltid ha med sig en handduk. Vikten av att alltid ha med sig en handduk vart man än går beskrivs i Liftarens guide till galaxen.

## Eftermäle
Asteroiden 25924 Douglasadams är uppkallad efter honom.